# Higuera de Calatrava
Higuera de Calatrava is een gemeente in de Spaanse provincie Jaén in de regio Andalusië met een oppervlakte van 39,30 km². Higuera de Calatrava telt 632 inwoners (1 januari 2016).

## Demografische ontwikkeling
Bron: INE, 1857-2011: volkstellingen